# Бенитес, Леандро Дамиан
Леа́ндро Дамиа́н Бени́тес (исп. Leandro Damian Benítez; род. 5 апреля 1981, Энсенада, провинция Буэнос-Айрес) — аргентинский футболист, выступавший на позиции полузащитника. В настоящее время работает тренером.

## Биография

### Игровая карьера
Воспитанник клуба «Эстудиантес», в котором он начал профессиональную карьеру в 2000 году. В 2002—2006 годах дважды покидал родную команду в поисках игровой практики. Бенитес выступал в 2002—2004 гг. за «Кильмес», а в 2005—2006 гг. — за команду «Олимпо» из Баия-Бланки.
Вернулся в 2006 году в «Эстудиантес» и с тех пор завоевал себе место в основе «пинчарратос». Он был причастен ко всем победам клуба последних лет — к чемпионству в Аргентине в 2006 году (Апертура, первому чемпионству за 23 года); первому финалу в международных соревнованиях с 1971 года, которого команда добилась в 2008 году, дойдя до финала Южноамериканского кубка (поражение по сумме двух матчей от бразильского «Интернасьонала») и, наконец, к победе в Кубке Либертадорес 2009, которая стала четвёртой в истории клуба и первой с 1970 года. Леандро оба финальных матча начинал в стартовом составе, а в полуфинальном противостоянии отметился забитым голом в ворота уругвайского «Насьоналя».
Дубль Бенитеса в ворота корейского клуба «Пхохан Стилерс» 15 декабря 2009 года позволил «Эстудиантесу» выйти в финал клубного чемпионата мира.

### Тренерская карьера
Завершил карьеру футболиста в 2017 году. В том же году стал тренировать резервистов «Эстудиантеса». Исполнял обязанности главного тренера клуба в четырёх матчах. В 2018 году вновь назначен и. о. главного тренера «крысоловов». Был уволен с должности после поражения 25 февраля 2019 года со счётом 0:1 от «Тальереса». Под руководством Бенитеса «пинчарратас» сыграли 26 матчей, одержав девять побед, семь раз сыграв вничью и проиграв 10 встреч. При этом в последних 10 матчах «Эстудиантес» выиграл только однажды.

## Титулы
- Чемпион Аргентины (2): 2006 (Апертура), 2010 (Ап.)
- Обладатель Кубка Либертадорес (1): 2009